# Eschach (Aichstetten)
Eschach ist ein Weiler der Gemeinde Aichstetten im Landkreis Ravensburg in Baden-Württemberg. Im Zuge der Gemeindegebietsreform in Baden-Württemberg wurde am 1. Juli 1971 Eschach als Ortsteil der ehemaligen Gemeinde Altmannshofen nach Aichstetten eingemeindet.

## Geografie
Der Ort liegt circa eineinhalb Kilometer nordwestlich von Aichstetten und ist über die Kreisstraße 7920 zu erreichen.

## Geschichte
Um 1100 wurde Eschach als „Aschacha“ erstmals erwähnt. Nach 1300 ging der Ort als bayerisches Lehen an die Herren von Altmannshofen und war ab 1368 immer mit der Herrschaft Altmannshofen verbunden. 
Der Besitz des Klosters Weingarten, etwa seit um 1100 erworben, wurde 1801 an die Familie Waldburg-Zeil verkauft. Die Vereinödung erfolgte 1799. 
1275 wird die Kirche und Pfarrei Sankt Georg überliefert. Sie wird 1422 mit der Pfarrei Ausnang vereinigt, die seit 1824 Filiale von Altmannshofen ist. 
Am 1. Juni 1971 wird Eschach zu Aichstetten eingemeindet.

## Sehenswürdigkeiten
- Kapelle St. Georg